# Qorovulbozor
Qorovulbozor (uzb. cyr.: Қоровулбозор; ros.: Караулбазар, Karaułbazar) – miasto w południowym Uzbekistanie, w wilajecie bucharskim, siedziba administracyjna tumanu Qorovulbozor. W 1989 roku liczyło ok. 6,4 tys. mieszkańców. Ośrodek przemysłu włókienniczego.
Miejscowość otrzymała prawa miejskie w 1981 roku.